# Марин Војник
Свети мученик Марин је био војник. Међутим не само да није хтео принети идолима жртве, него од других принете жртве је растурио и ногама изгазио. Због тогаа је био мучен и посечен, у III веку. Неки сенатор Астерије, обучен у скупоцену белу одећу, посматрао је страдање светог Марина. И толико се одушевио вером у Христа, који толику храброст даје својим следбеницима, да је сам узео тело мучениково на своја леђа, однесо и часно сахранио. Видевши то, незнабошци су и њега убили као хришћанина.
Српска православна црква слави га 17. марта по црквеном, а 30. марта по грегоријанском календару.